# Michael Nothdurfter
Michael Nothdurfter (Bolzano, 10 aprile 1961 – La Paz, 5 dicembre 1990) è stato un guerrigliero italiano.

## Biografia
Nato a Bolzano, penultimo figlio del giornalista Luis Nothdurfter, frequentò il liceo dei Francescani di Bolzano, e dopo il diploma nel 1980 si iscrisse ad alcune scuole di teologia dapprima a Londra, poi nei Paesi Bassi.
A ventitré anni entrò nel seminario gesuita di Cochabamba, ma lo abbandonò per iscriversi alla facoltà di sociologia dell'università di La Paz. Nello stesso periodo si impegnò politicamente e socialmente in favore dei poveri, fino a scegliere di aderire alla lotta armata, nelle file della Comision Nestor Paz Zamora, legata all'Esercito di Liberazione Nazionale, dove era conosciuto come Comandante Miguel.
L'11 giugno 1990 il gruppo comandato da Nothdurfter rapì il presidente della locale sede della Coca-Cola, Jorge Lonsdale, chiedendo per il rilascio un riscatto da 500.000 dollari americani. Sei mesi più tardi, il 5 dicembre, le forze speciali boliviane, nel tentativo di liberare l'ostaggio dall'appartamento di La Paz dov'era tenuto segregato, uccisero Nothdurfter e due suoi compagni, ed anche Lonsdale perse la vita (secondo la versione ufficiale, ucciso dai guerriglieri, ma secondo approfondimenti successivi rimasto ucciso nella sparatoria dai poliziotti boliviani).
Il giornalista Paolo Cagnan ha dedicato alla storia di Nothdurfter il libro Il comandante Gonzalo va alla guerra, con cui ha vinto il premio Pierluca Pontrandolfo, mentre il regista Andreas Pichler il documentario Der Pfad des Kriegers.